# Amanda Sirico
Amanda Sirico (30 de enero de 1996) es una deportista estadounidense que compite en esgrima, especialista en la modalidad de espada. Ganó una medalla de oro en el Campeonato Mundial de Esgrima de 2018, en la prueba por equipos.

## Palmarés internacional
| Campeonato Mundial | Campeonato Mundial | Campeonato Mundial | Campeonato Mundial |
| Año                | Lugar              | Medalla            | Prueba             |
| ------------------ | ------------------ | ------------------ | ------------------ |
| 2018               | Wuxi (China)       | Medalla de oro     | Espada por equipos |